# Ryszard Brzezik
Ryszard Brzezik (ur. 27 marca 1949 w Pierzchałach) – polski ekonomista, samorządowiec, były wiceminister rolnictwa.

## Życiorys
Ukończył studia w Szkole Głównej Planowania i Statystyki, uzyskał następnie stopień doktora nauk ekonomicznych. Specjalizuje się w ekonomice rolnictwa. Zawodowo związany z Instytutem Ekonomiki Rolnictwa i Gospodarki Żywnościowej.
W pierwszej połowie lat 90. był doradcą najpierw ministra finansów, następnie wicepremiera w URM. W latach 1997–2001 z rekomendacji Unii Wolności zajmował stanowisko wiceministra w resorcie rolnictwa, początkowo jako sekretarz stanu, następnie w randze podsekretarza stanu. W 2002 objął funkcję dyrektora finansowego w Agencji Nieruchomości Rolnych.
W latach 1990–1994 zasiadał w radzie gminy Wesoła. W 2002 (z ramienia lokalnego komitetu), w 2006, 2010 i 2014 (z listy Platformy Obywatelskiej) uzyskiwał mandat radnego rady dzielnicy Wesoła.

## Publikacje
- Analiza kosztów i cen w rolnictwie przy wykorzystaniu metody przepływów międzygałęziowych, 1986.
- Cenowe instrumenty sterowania produkcją rolniczą (współautor), 1984.
- Dotowanie rolnictwa, 1985.
- Rolnictwo polskie w latach 1971–1975 i aktualne problemy jego rozwoju (współautor), 1976.
- Stowarzyszenie Polski z Unią Europejską. Niezbędne procesy dostosowawcze polskiej gospodarki żywnościowej (współautor), 1996.
- Zasady i metoda obliczania kosztów produkcji rolniczej w gospodarstwach indywidualnych (współautor), 1986.